# Toni Matarrelli
Toni Matarrelli, talvolta menzionato con il nome anagrafico Antonio Matarrelli (Krefeld, 4 febbraio 1975), è un politico italiano, sindaco di Mesagne dal 13 giugno 2019 e presidente della Provincia di Brindisi dal 6 marzo 2022.
Da giugno 2020 presiede l'Autorità idrica pugliese (Aip).

## Biografia
Nato il 4 febbraio 1975 a Krefeld, in Germania, è residente a Mesagne, in provincia di Brindisi. Si è laureato in lettere all'Università di Lecce nel 2000.

## Carriera politica

### Incarichi in Puglia
Eletto consigliere comunale di Mesagne, ne diviene assessore all'urbanistica e in seguito alle politiche sociali.
Dal 2004 al 2009 è consigliere provinciale di Brindisi.
Esponente di Rifondazione Comunista, partito per il quale ricopre gli incarichi di segretario provinciale a Brindisi e membro del comitato nazionale, nel 2009 aderisce a Sinistra e Libertà di Nichi Vendola, che successivamente diventa Sinistra Ecologia Libertà (SEL), di cui, nel settembre dello stesso anno, viene eletto coordinatore provinciale a Brindisi.
Alle elezioni regionali in Puglia del 2010 si candida con SEL nella mozione del presidente uscente Vendola, venendo eletto nel collegio di Brindisi nel consiglio regionale della Puglia.

### Deputato alla Camera
Alle elezioni politiche del 2013 viene eletto alla Camera dei Deputati, nella circoscrizione Puglia, nelle liste di Sinistra Ecologia Libertà.
Il 29 aprile 2015, dopo avere espresso il proprio voto favorevole sulla nuova legge elettorale, il cosiddetto Italicum, abbandona SEL per entrare a far parte del gruppo misto.
Il 4 maggio 2015 aderisce a Possibile, nuovo partito politico costituito da Giuseppe Civati (deputato fuoriuscito dal PD), entrando a far parte della componente del gruppo misto Alternativa Libera - Possibile, costituita dai fuoriusciti dal M5S e dagli stessi deputati di Possibile.
Il 17 marzo 2017 lascia Possibile (e quindi il gruppo misto) per aderire ad Articolo 1 - Movimento Democratico e Progressista, di cui diventa il capogruppo nella 14ª Commissione Politiche dell'Unione europea della Camera.

### Sindaco di Mesagne
Il 9 giugno 2019 viene eletto sindaco di Mesagne, sostenuto da una coalizione di liste civiche.
Si riconferma sindaco di Mesagne il 9 giugno 2024 con il 95% dei consensi, risultando ad oggi il sindaco più suffragato d'Italia al primo turno in un comune superiore ai 15 mila abitanti.

### Presidente della Provincia di Brindisi
Il 6 marzo 2022 viene eletto presidente della provincia di Brindisi come esponente del centro-sinistra, succedendo al sindaco del capoluogo Riccardo Rossi.